# Будей (Теленештський район)
Будей (рум. Budăi) — село у Теленештському районі Молдови. Утворює окрему комуну.

## Населення
За даними перепису населення 2004 року у селі проживали 2042 особи.
Національний склад населення села:
| Національність   | Кількість осіб | Відсоток   |
| ---------------- | -------------- | ---------- |
| молдавани румуни | 2014 14        | 98,6% 0,7% |
| росіяни          | 9              | 0,4%       |
| українці         | 3              | 0,1%       |
| гагаузи          | 1              | < 0,1%     |
| болгари          | 1              | < 0,1%     |
| Всього           | 2042           | 100%       |